# Síntesis de hormonas tiroideas
La síntesis de hormonas tiroideas, tiroxina  (T4)  y triyodotironina (T3), tienen lugar tanto en la glándula tiroides como en el tejido periférico; su síntesis dentro de la glándula requiere de 4 elementos esenciales: yodo, peróxido de hidrógeno (H2O2), tiroglobulina y tiroperoxidasa. La regulación de la síntesis de estas hormonas está controlada por el hipotálamo, mediante la liberación de TRH que actúa sobre la hipófisis, ocasionando la secreción de TSH por parte de esta última (llamado eje hipotalámico-hipofisario-tiroideo).
El proceso de síntesis de la hormona tiroidea empieza por la captación del yodo circulante en la sangre en forma de yoduro (I-). Este paso de incorporación del yodo por la membrana basal del tirocito se da gracias a la proteína simportadora NIS (por las siglas en inglés: sodio-yodo simporter). Posterior a este paso, el yoduro es transportado desde la membrana basal hasta la membrana apical del tirocito. Sale hacia el coloide por el antiportador I-/ Cl- llamado pendrina (también presente en oído interno y riñón), que introduce yoduros y saca cloruros del mismo. En la membrana apical, el yoduro es oxidado hasta yodonio (I+) gracias a la participación de la enzima tiroperoxidasa (TPO) y al peróxido de hidrógeno (producido por DUOX-2) que actúa como captador de electrones.
Después del proceso de oxidación del yoduro (I-) a yodonio (I+) ocurre la yodación de la Tiroglobulina (glucoproteina principal presente en el material coloide de los folículos tiroideos), este paso está catalizado por la enzima tiroperoxidasa (TPO), el resultado de esta reacción produce monoyodotirosina (MIT) y diyodotirosina (DIT).
La TPO, también actúa en la reacción de acoplamiento de las tirosinas (MIT y DIT) para formar las tironinas T3 y T4. De esta forma, el acoplamiento de un MIT y un DIT da origen a T3 y al acoplar dos DIT, se produce T4. Estas dos hormonas, T3 y T4 recién sintetizadas pueden permanecer almacenadas en el material coloide gracias a la unión con la tiroglobulina o, ser captadas por el tirocito mediante macropinocitosis o micropinocitosis del material coloideo por parte de la célula.
El lisosoma del tirocito degrada la tiroglobulina y libera MIT, DIT, T4 y T3, la tiroxina (T4) y la triyodotironina (T3) son liberadas a la circulación, y se introducen en los capilares sanguíneos y linfático. Por otra parte, las moléculas de MIT y DIT son desyodadas en el interior de las células por enzimas desyodasas, de esta forma, el yoduro es reciclado para una próxima síntesis hormonal.
Es importante resaltar que la liberación de las hormonas tiroxinas y triyodotironina por parte de la tiroides es de una proporción de 20:1 respectivamente. La mayoría de las hormonas liberadas se unen inmediatamente a proteínas plasmáticas específicas,  como la globulina fijadora de hormonas tiroideas TBG, albúmina, etc. Y solo un pequeño porcentaje  (5%) de estas hormonas quedan libres y por tanto metabólicamente activas.

## Síntesis Periférica de triyodotironina (T3)
Solo las células foliculares tienen la capacidad de producir T4, mientras que la mayoría de las T3, que es diez veces más activa que la T4, se produce por conversión de tiroxina en órganos como el hígado los riñones y el corazón. En los tejidos de estos órganos existen desyodasas, que eliminan un yodo de la posición 5 de la tiroxina. Se han identificado tres tipos diferentes de desyodasa, D1, D2, D3.

### Desyodasa 1
Cataliza la conversión de T4 a T3, su principal función es la generación de las concentraciones de T3. La actividad de esta enzima es mayor en el hipertiroidismo y menor en el hipotiroidismo.

### Desyodasa 2
Cataliza la conversión de T4 a T3, se expresa principalmente en el cerebro, la adenohipófisis y el tejido graso pardo; su función es la producción de T3 intracelular a partir del T4 circulante. La actividad de esta enzima aumenta en el hipotiroidismo y disminuye en el hipertiroidismo

### Desyodasa 3
Cataliza la desyodacion de T4 hasta T3 r (reversa). Se encuentra principalmente en tejidos como cerebro, piel, hígado, intestinos. La expresión de D3 es mayor en el tejido fetal y su actividad aumenta en el hipertiroidismo y disminuye en el hipotiroidismo.
De esta forma, cada tejido posee unas concentraciones de triyodotironina procedente del plasma y de su producción local, la modulación de estas concentraciones depende del tipo de enzima desyodasa que posee cada tejido y de acuerdo al requerimiento de esta hormona.